# Tostrup (Aalborg Kommune)
 For alternative betydninger, se Tostrup. (Se også artikler, som begynder med Tostrup)
Tostrup er en landsby i det nordlige Himmerland med 66 indbyggere (2008), beliggende 10 km øst for Nibe, 7 km nordvest for Svenstrup og 15 km sydvest for Aalborg. Landsbyen hører til Aalborg Kommune og ligger i Region Nordjylland.
Tostrup hører til Sønderholm Sogn. Sønderholm Kirke ligger i Sønderholm 4 km nordvest for Tostrup. Landsbyen ligger i bunden af en dal, som Hasseris Å løber gennem.

## Faciliteter
Tostrup har forsamlingshuset Tostruphus. Det har heddet Tabor og været missionshus, hvilket også ses af de spidsbuede vinduer i den gamle del af huset. Det lykkedes for en gruppe borgere at erhverve det forfaldne missionshus og samle penge ind til renovering og tilbygning. Huset drives af en forening og kan rumme selskaber på op til 48 personer.

## Historie

### Tostrup Jættestuer
1 km nordvest for landsbyen ligger to oldtidshøje tæt på hinanden, begge med jættestuer. Den sydlige mangler dækstenene. Den nordlige har et ovalt kammer med 3 dæksten over 11 bærende sten. Mandshøje sten danner væggene, så man kan stå op i jættestuen, og der kan sagtens være 10-15 personer.

### Landsbyen
Landsbyen Tostrup har rødder tilbage til 1400-tallet. På målebordsbladene ses foruden gårde kun en skole.

### Genforeningssten
Lidt øst for Tostrupvejs bro over åen ligger en natursten ude i vandet, hvor en ung mand i 1920 huggede en inskription til minde om Genforeningen i 1920. Det er den eneste af landets ca. 600 genforeningssten, der ligger i vand.

### Jernbanen
Tostrup fik i 1944 trinbræt på Aalborg-Hvalpsund Jernbane (1899-1969). Det lå ca. 700 meter syd for landsbyen, hvor Tostrup Brovej krydsede banen. Trinbrættet havde hverken perron eller læskur, men kun trinbrætsignal og navneskilt.
Bjergbanestien går forbi Tostrup. Den er en 10 km lang sti på Hvalpsundbanens tracé mellem Svenstrup og Nibe.